# Batu
Pour les articles homonymes, voir Batu (homonymie) et Batou.

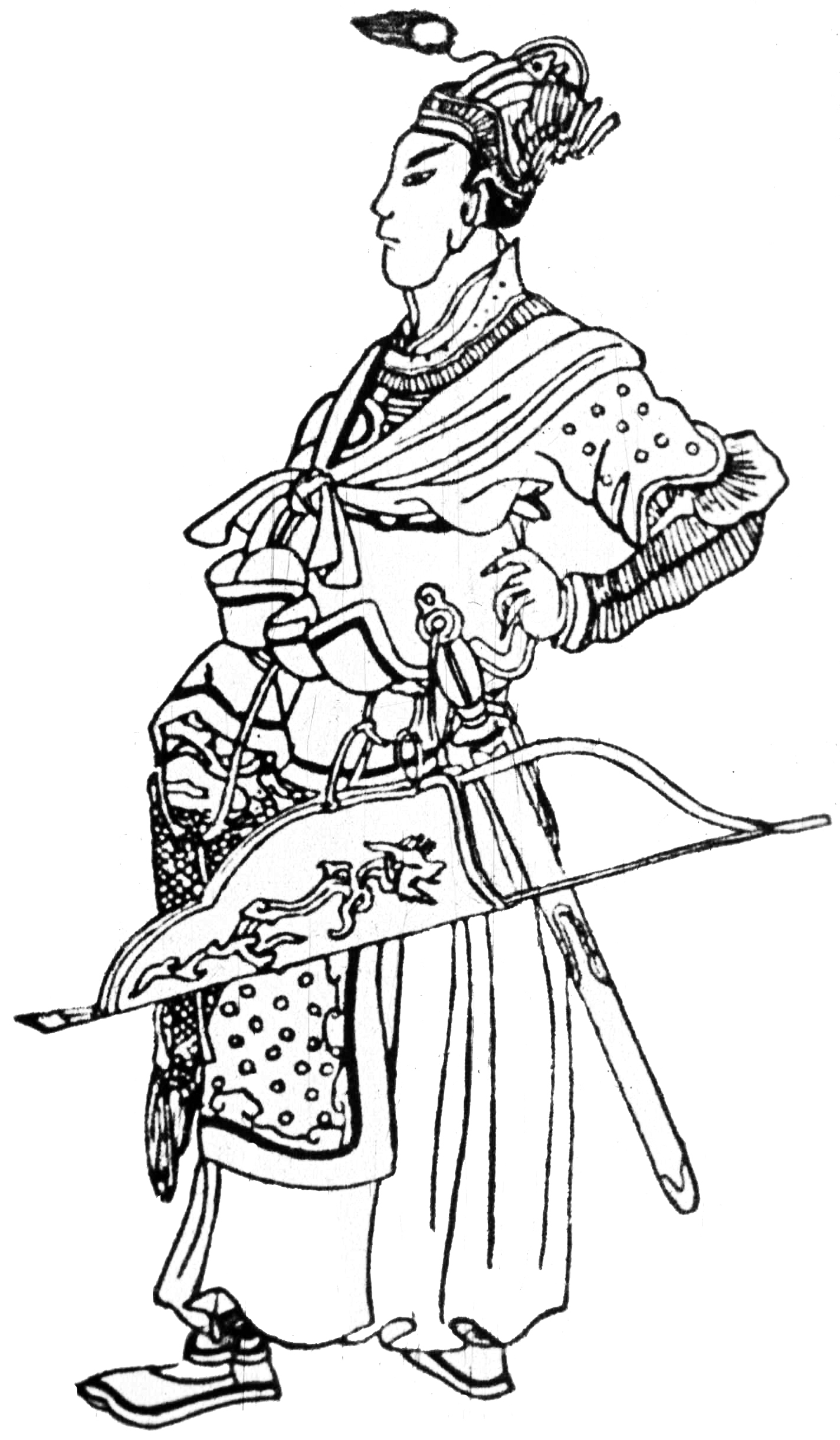
Batu selon un dessin chinois médiéval

Batu (Mongol bitchig : ᠪᠠᠲᠣ) ou Batu Khan (en mongol, cyrillique : Бат хан ;  translittération : Bat khan ; turc : Batuhan , de bat : fort, solide et khan : prince), parfois transcrit en Batou, né vers 1205, mort en 1255 à Saraï, dans l'actuelle Russie, petit-fils de Gengis Khan, est le premier khan de la Horde d'or ou khanat de Kiptchak, après avoir dirigé, sous le règne de son oncle, le khagan Ogodeï, la conquête des principautés de la Rus' (1237-1240).

## Biographie

### Origines familiales et avènement
Batu est le fils de Djötchi (mort en 1227), lui-même fils aîné de Gengis Khan (mort lui aussi en 1227) et de Börte, sa principale épouse.
Il succède à son père dans l'apanage des steppes de l'Oural et du Tourgaï, que Djötchi avait reçu de Gengis Khan vers 1220.

### L'invasion de la Rus' (1236-1240)
En 1236, il reçoit de son oncle et suzerain, le grand khan Ogodeï, de concert avec le grand général Subotaï, le commandement, d'une armée mongole de peut-être 150 000 cavaliers, parmi lesquels se trouvent plusieurs princes Gengiskhanides : Güyük et Khadan, fils d’Ögödei, Qaïdu, petit-fils d'Ogodeï, Mongke, fils de Tolui, Baïdar, fils de Djaghataï, Buri petit-fils de Djaghataï, ainsi que les trois frères de Batu : Orda, Berké et Chayban.

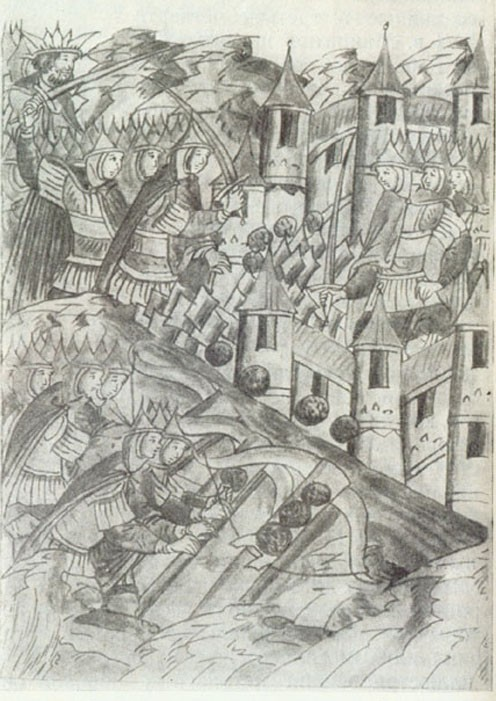
Siège de Kozelsk, 1238

Leur objectif est la conquête de l'ouest. Le khanat bulgare de la Volga est soumis durant l'automne 1236 et Bolgar est incendiée, ce qui permet aux Mongols de passer la Volga gelée durant l'hiver 1236-1237. Au printemps, Batu soumet les Kiptchaks qui se rallient. Seul le khan Batchman résiste un peu plus longtemps ; vaincu, il est exécuté sur l'ordre de Mongke.
Durant l'hiver 1237-1238, les Mongols marchent contre les principautés de la Rus' divisées. Le 21 décembre 1237, ils dévastent Riazan. Sa population est exterminée et la ville incendiée. Batu prend Kolomna, Moscou, Vladimir (7 février 1238), Souzdal (8 février), massacrant ou réduisant en esclavage la population de ces villes.
Le 4 mars, le prince Iouri II Vladimirski est vaincu et tué sur la rivière Sit. Batu marche le lendemain sur Tver et Torjok, qu’il assiège.
Au printemps, Novgorod est sauvée des Mongols par le dégel qui empêche la cavalerie de manœuvrer dans les bourbiers. Batu met alors le siège devant Kozelsk qui résiste sept semaines, puis sa population est massacrée.
Batu retourne ensuite vers le sud où il établit définitivement l’ordre dans les steppes des Coumans. Le khan Kotian, vaincu à nouveau[réf. nécessaire], se présente aux frontières orientales de la Hongrie avec 40 000 de ses sujets et obtient l'asile du roi Béla IV.
En 1239, Batu mène une seconde campagne. Il rejoint Möngke dans la vallée du Don, puis occupe Pereiaslav et Tchernikov à la fin de l’année. Mongke réduit les Alains pendant l’hiver 1239-1240.
Batu reprend l'offensive au début de l’été 1240. Il met à sac Pereïaslav, Tchernihiv et les principautés de la Rus' méridionale. Kiev est détruite le 6 décembre.

### L'invasion de l'Europe centrale (1240-1242)
En novembre 1240, les Mongols entrent en Pologne.
Le 13 février 1241 les troupes d'Orda franchissent la Vistule gelée et incendient Cracovie désertée par ses habitants, puis ravagent la Silésie, dont le duc Henri II le Pieux est tué lors de la bataille de Legnica (Liegnitz) le 9 avril.
Dans le même temps, celles de Chayban ravagent l'actuelle Roumanie avant de rejoindre les troupes de Batu. Le 11 avril les armées de Batu et de Chayban réunies battent les Hongrois à la bataille de Mohi, sur la rivière Sajó et prennent Pest. Les Mongols pillent la Hongrie et massacrent une partie de la population. Ils atteignent Neustadt près de Vienne en juillet.
En mars 1242, il lance des raids en Croatie. L’avant garde de Batu, commandée par Kadan, atteint Spalatto et Cattaro sur la mer Adriatique.
À l’annonce de la mort d’Ögödei, Batu et ses troupes refluent vers l’orient pour participer au quriltay organisé pour l’élection de son successeur. Cela met fin à ses raids et attaques en Europe, qui sera ainsi épargnée. Batu traverse la Bulgarie jusqu’à la mer Noire, puis la Moldavie pendant l’hiver 1242-1243, et rentre dans ses campements installés le long du cours inférieur de la Volga.

### L'Oulous de Batu (1243-1255)
En 1243, Batu établit sa capitale à Saraï sur la basse Volga et fonde la Horde d'or ou khanat de Qiptchaq. Les khans de la Horde d’Or règneront sur la Sibérie occidentale et le sud de la future Russie jusqu’à la fin du XVe siècle (1241-1480).
L’oulous de Batu se divise en trois parties indépendantes. Batu et sa cour s’établissent en été sur le territoire central dans la région de la Volga, près de la Kama et de l’ancienne Bolgar. En hiver, ils établissent leurs campements plus au sud, autour de Saraï. Le frère de Batu, Orda, reçoit en apanage la région située à l'Est de la mer d'Aral jusqu’aux villes de Sugnak et d’Otrar et au nord jusqu’aux montagnes Oulogtag. Un autre frère de Batu, Chayban, reçoit les territoires au sud et au sud-est de l’Oural.
Batu reçoit l'hommage des princes de la Rus' dont les États n'ont pas été annexés, comme Alexandre Nevski, prince de Novgorod. Les coutumes, les lois et le gouvernement des Tatars sont partout imposés dans la Rus'. La région de Kiev est presque complètement dépeuplée en raison des massacres et de la fuite vers l’ouest des survivants. Un groupe, influencé culturellement par les Polonais et les Lituaniens, deviendront les Biélorusses (Russes Blancs). Un deuxième groupe, formé par la population de Kiev et des régions environnantes, deviendront les Ukrainiens (ou Petits Russes selon l'historiologie de l'Empire Russe). Les habitants de la Moscovie deviendront les russes (ou Grands Russes selon l'historiologie de l'Empire Russe). 
En 1250, Batu favorise son parent Möngke pour accéder au titre de grand khan.
Au moment de sa mort en 1255, Sartak, son fils et successeur désigné, séjourne à Karakorum près du grand khan Möngke en qualité de plénipotentiaire. Möngke le nomme à la tête du l’oulous kiptchak, mais il meurt brusquement ; c’est son fils, Ulakchi, qui est désigné comme khan de la Horde d'or, sous la régence de Boraktchik, veuve de Batu.

## Famille
De son épouse Borakchin Khatun, on lui connait au moins un fils :
- Sartaq, (v.1225 - 1257), Khan en 1257;

D'une concubine au nom inconnu, il a au moins un fils :
- Toqoqan, (v.1225 - ?);
  - Tartu, (v.1241 - ?);
  - Mengü Temür, (v.1242 - 1280);
  - Tuda Mangu, (v.1242 - 1287);
  - Toqïqonqa;
  - Ügechi;